# John C. Reilly
John Christopher Reilly (født 24. maj 1965 i Chicago) er en amerikansk skuespiller og musiker.

## Tidlige karriere
Reilly fik sin filmdebut som en usympatisk soldat i Vietnamkrigsdramaet Casualties of War af Brian De Palma. Han blev i de næste år "typecastet" som den lidt simple og idiotiske type, hvilket i starten irriterede ham, men som han senere, især indenfor de sidste par år, har taget fuldt til sig. I 1990'erne har han medvirket i flere klassiske film og han har spillet sammen med et stort udvalg af tidens store skuespillere, lige fra Meryl Streep, Tom Cruise og Michael J. Fox. Reilly hører til blandt Oscarnominerede instruktør Paul Thomas Andersons ofte anvendte skuespillere og han har således været med i tre af dennes film.

## Senere karriere
Efter sin rolle i den anmelderoste Magnolia, har John C. Reilly spillet med i store Oscarnominerede og belønnede film som The Hours, Chicago, The Aviator og Gangs of New York. Reillys komiske anlæg har ført til et samarbejde med komikeren Will Ferrell, med hvem han har lavet de succesfulde komedier Talladega Nights og Step Brothers.
For sin rolle i Chicago modtog han en Oscar-nomnering og en Golden Globe-nominering. Senere har han modtaget endnu en Golden Globenominering for sin rolle i Walk Hard, for hvilken film han også var nomineret til en Golden Globe for bedste sang, samt en Grammy.[kilde mangler]

## Udvalgt filmografi
- Casualties of War (1989)
- Days of Thunder (1990)
- Hoffa (1992)
- Hvad så, Gilbert Grape? (1993)
- The River Wild (1994)
- Hard Eight (1996)
- Nightwatch (1997)
- Boogie Nights (1997)
- Den tynde røde linje (1998)
- Magnolia (1999)
- The Perfect Storm (2000)
- Gangs of New York (2002)
- The Hours (2002)
- Chicago (2002)
- Anger Management (2003)
- The Aviator (2004)
- Talladega Nights: The Ballad of Ricky Bobby (2006)
- Walk Hard: The Dewey Cox Story (2007)
- Step Brothers (2008)
- 9 (2009)
- Cirque du Freak: The Vampire's Assistant (2009)
- Vilde Rolf (2012)
- Guardians of the Galaxy (2014)
- Gøg og Gokke (2018)